# Mont Damao
Le mont Damao (caractères chinois : 大茂山 ; pinyin : dà mào shān) est une montagne de la province chinoise du Hebei située à 270 km de Pékin, entre la ville de Baoding et les bourgs de Tang (唐县) et Laiyuan (涞源县).

## Histoire
Dans l'Antiquité, le mont Damao était la montagne Nord des cinq montagnes sacrées de Chine, avant d'être remplacé au début des Qing par le mont Heng, plus au nord de l'empire agrandi.